# Falsa equivalència
Una falsa equivalència és una fal·làcia informal en la qual es presenta una situació d'equivalència entre dos temes basant-se en un raonament defectuós o fals. Es classifica com una fal·làcia d'incoherència.

## Característiques
Aquesta fal·làcia es dona quan se suposa que un tret compartit entre dues coses mostra equivalència, però quan l'equivalència no és necessàriament el resultat lògic. La falsa equivalència és un resultat habitual quan s'assenyala una similitud anecdòtica en una simplificació excessiva o amb el desconeixement de factors addicionals. El patró de la fal·làcia és sovint el següent:
| « | Si A és un conjunt que conté c i d, i B és un conjunt que conté d i e, aleshores, com que ambdós contenen d, A i B són iguals. | » |

En una versió encara més enganyosa, d no és necessari que existeixi en ambdós conjunts; només se cita una similitud de dos elements d_1 al conjunt A i d_2 al conjunt B per afirmar l'equivalència entre els conjunts.
| « | Si les pomes i les taronges són fruites, i tant les pomes com les taronges tenen llavors, aleshores, com que ambdues contenen llavors, les pomes i les taronges són iguals. | » |

## Exemples
Les afirmacions següents són exemples de falsa equivalència:
"El vessament de petroli del Deepwater Horizon no és més perjudicial que quan el veí fa caure una mica d'oli a terra mentre canvia l'oli del cotxe".
Aquesta falsa equivalència es basa en la comparació entre coses que difereixen molt en l'ordre de magnitud: Deepwater Horizon va vessar 790 milions de litres de petroli; el veí probablement vessaria menys d'un litre d'oli.
"Tots dos són fèlids, mamífers de l'ordre dels carnívors, per tant, hi ha poca diferència entre tenir un gat i un jaguar".
Aquesta falsa equivalència fa una simplificació excessiva dels factors que fan que un animal pugui ser una mascota adequada.
"Consumir marihuana pot conduir a consumir i adquirir una dependència psicològica de l'heroïna, actuant com a droga d'entrada, de manera que fumar marihuana és com injectar-se heroïna".
Aquesta falsa equivalència no té en compte la diferència de probabilitat. El consum d'heroïna és més probable que condueixi a una dependència futura de l'heroïna que el consum de marihuana, fins i tot tenint en compte que qui comença a consumir marihuana té més probabilitats de provar l'heroïna que no pas algú que no ha consumit mai marihuana.

## Consequències
Thomas Patterson, de la Universitat Harvard, va escriure sobre la falsa equivalència utilitzada pels mitjans durant les eleccions presidencials dels Estats Units de 2016:
| « | Les falses equivalències s'estan desenvolupant a gran escala com a resultat d'una quantitat exagerada de males notícies. Si tot i tothom és retratat negativament, hi ha un efecte d'anivellament que obre la porta als xarlatans. Històricament, la premsa ajudava els ciutadans a diferenciar entre un polític seriós i un farsant. Avui en dia, la cobertura informativa difumina la distinció. | » |